# Idiochlora caudularia
Idiochlora caudularia är en fjärilsart som beskrevs av Achille Guenée 1857. Idiochlora caudularia ingår i släktet Idiochlora och familjen mätare. Inga underarter finns listade i Catalogue of Life.